# Сопка

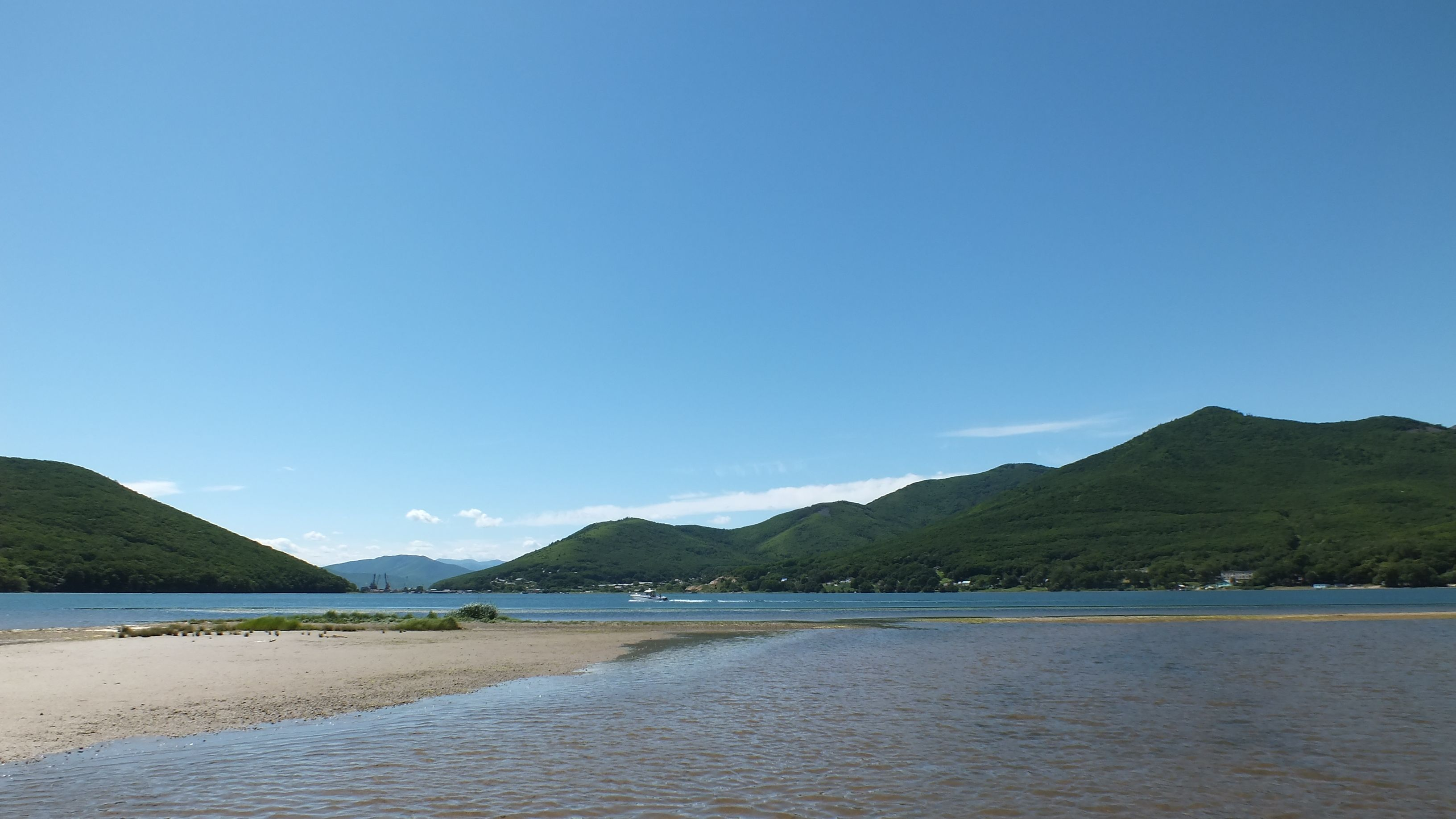
Приморье, море и сопки.
Ольгинский район, залив Ольги

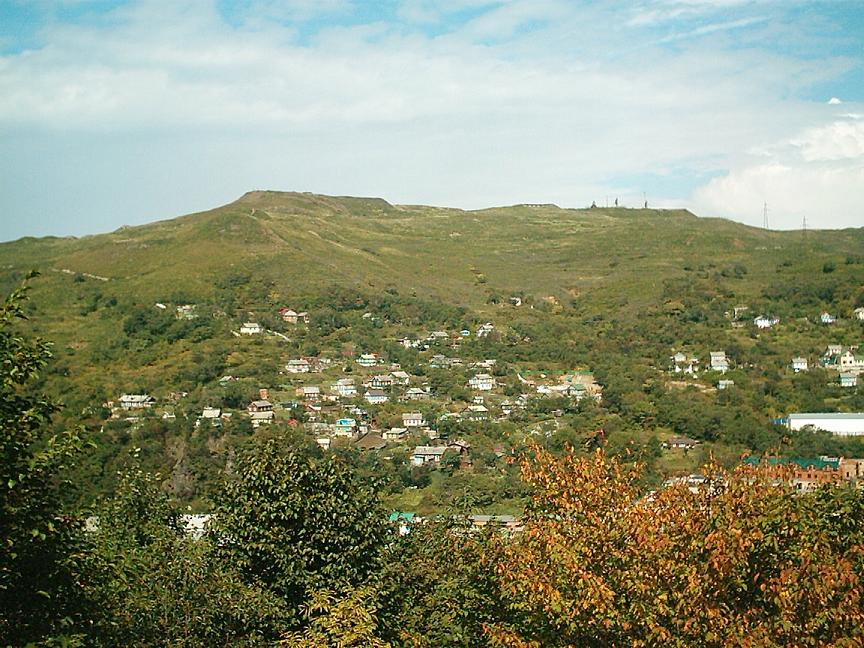
Сопка Холодильник во Владивостоке

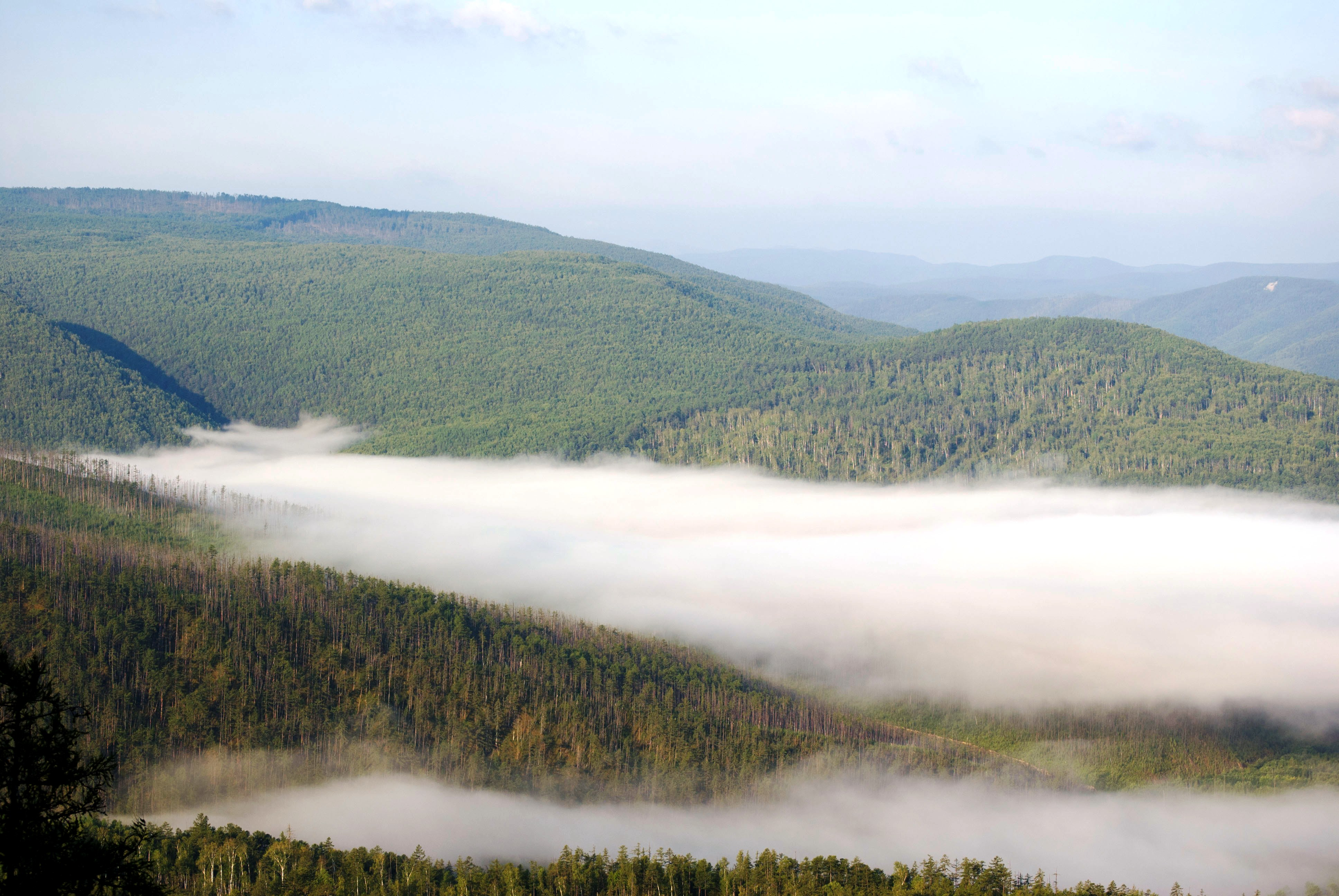
Центральный Сихотэ-Алинь, Хабаровский край. На фото — сопки высотой до 1000 метров

Со́пка — общее название холмов и относительно невысоких гор (до 1000—1500 метров) со сравнительно пологими склонами на юге Центральной Сибири, в Северном и Центральном Казахстане, в Забайкалье (республика Бурятия и Забайкальский край), на Кольском полуострове и на Дальнем Востоке, вулканов на Камчатке и Курильских островах, грязевых вулканов в Крыму и на Кавказе.
Вероятное происхождение слова сопка от ст.‑слав. соп — по Далю (рус. сыпать) — земляная насыпь, вал, холм, возвышение, пещера, гора. Значение «вулкан» развилось на Камчатке из эллипсиса в словосочетании «горелая сопка».

## Примеры сопок
- Авачинская сопка
- Ключевская Сопка
- Корякская сопка
- Мишенная сопка
- Никольская сопка
- Чёрная сопка
- Холодильник
- Орлиное Гнездо